# Зборник Матице српске за ликовне уметности
Зборник Матице српске за ликовне уметности је научни часопис покренут 1963. године у новоснованом Одељења за ликовне уметности Матице српске у Новом Саду Зборник излази један пут годишње, а сваки број доспева разменом у око 100 библиотека у свету.

## Намена
Зборник Матице српске за ликовне уметности је основан са наменом да се у њему објављују радови из историје српске и југословенске, али и светске уметности средњовековног, нововековног и модерног раздобља.
Часопис је отворен и за расправе из музеологије, херитологије, студија визуелне културе и теорије ликовних уметности.   Часопис излази редовно једанпут годишње у обиму до 50 ауторских табака. Сваки број садржи именски и географски регистар, а доспева разменом у око 100 светских библиотека. Излажење часописа финансијски помажу Министарство просвете, науке и технолошког развоја Републике Србије и Покрајински секретаријат за културу и информисање Аутономне Покрајине Војводине.

## Индексирање и рецензија часописа
Зборник Матице српске за ликовне уметности индексиран је на ЕРИХПЛУС и ЕСЦИ Томпсон Ројтерс листама међународних научних часописа (енгл. ERIHPLUS and ESCI Thompson Reuters lists of international
scientific journals, која својим високим системом вредновања и строгим критеријумима окупља најугледније европске часописе из области друштвено-хуманистичких наука.
Чланци, расправе и прилози које се објављују у часопису имају сажетке, кључне речи, резимее на страним језицима по избору аутора и УДК број по међународној библиотечкој класификацији.
За све научне радове објављене у часопису редакција из круга угледних домаћих и страних научника обезбеђује најмање две независне рецензије.  

## Историја
На скупштини Матице српске одржаној 31. марта 1963. године основано је Одељење за ликовне уметности Матице српске, чији је делокруг рада требало да буде усмерен на све важније појаве из историје српске уметности у целини.
На првој седници одржаној 26. априла 1963. године, Одбора Одељења за ликовне уметности Матице српске  покренуо је публикација Зборник за ликовне уметности. За првог уредника именован је академик Дејан Медаковић (1963—2000), под чијим руководством је уређено првих 30 бројева Зборника.Бројеве 32-35, уредио је академик Динко Давидов.
Од 2006. године формирана је нова редакција Зборника, а од 2011. године редакција је проширена са још два инострана, врло угледана члана, а то су: проф. др Рудолф Клајн (Rudolf Klein) и проф. др Бисера Пенчева (Bissera Pentcheva), а од 2012. у редакцију су ушли и проф. др Иван Стевовић, проф. др Александар Игњатовић, проф. др Срђан Марковић и др Драган Дамјановић, ванредни професор из Загреба.

## Концепција
Концепција Зборника своди се на садржину која гради велики лук од наше средњевековне уметности до модерне, сада већ и дигиталне. Ово значи да није територијално ни хронолошки омеђена. Зборник испољава отвореност према ауторима различитог научног интересовања, како према сарадницима у земљи, тако у центрима са територије бивше Југославије, и из иностранства, одакле се јавља леп број врло угледних имена. Зборник је отворен и према млађим сарадницима, којима се пружа прилика да своје прве радове објаве управо у Зборнику. Садржаји часописа компонују се у две рубрике.
Чланци и расправе и прилози имају сажетке, кључне речи, резимеа на страним језицима по избору аутора и УДК број по међународној библиотечкој класификацији.
Зборник излази један пут годишње у обиму до 50 ауторских табака.
Сваки број садржи именски и географски регистар, а доспева разменом у око 100 библиотека у свету.